# Prințesa Maria di Grazia a celor Două Sicilii
Prințesa Maria di Grazia Pia Chiara Anna of Bourbon-Two Sicilies 12 august 1878 – 20 iunie 1973) a fost prințesă de Bourbon-Două Sicilii prin naștere și Prințesă Imperială a Braziliei prin căsătoria cu Prințul Luís de Orléans-Bragança.